# Línea C-5a (Cercanías Asturias)
La línea C-5a fue una línea de Cercanías Asturias entre las ciudades de Gijón y Oviedo. Actualmente, en los mapas oficiales, aparece como parte de la línea C-7, si bien sigue manteniendo su independencia horaria y de recorridos, y en los avisos se la denomina "Línea Ancho Métrico". Fue creada por la antigua FEVE en 2008 con el objetivo de prestar un servicio semidirecto entre las estaciones de Gijón y Oviedo que complemente a la oferta de la línea C-1 de ancho ibérico. Desde 2013 pertenece a Renfe.
Adicionalmente, la línea se refleja en la web de Renfe como línea C-5a El Berrón-Oviedo, como ramal de la línea C-5, la línea no aparece señalizada en las estaciones donde realiza parada, incluyéndose estos servicios en las tablas de horarios de las líneas C-5 y C-6.

## Historia
Las comunicaciones ferroviarias entre Oviedo y Gijón históricamente se habían resuelto en exclusiva por la línea C-1 de Renfe. Esta línea tardaba 35 minutos en conectar ambas ciudades por vías de ancho ibérico. La ya extinta FEVE no tenía ningún servicio comercial entre Oviedo y  Gijón por vías de ancho métrico. Para solucionar esto en 2008 finalizó la construcción de un by-pass en la estación de El Berrón. Este by-pass une las dos líneas férreas necesarias para poder operar servicios comerciales entre Gijón y Oviedo. Este innovador servicio comercial hizo su primer viaje el 29 de septiembre de 2008, estando la línea en funcionamiento desde entonces, primero bajo tutela de FEVE y desde 2013 de Renfe.
La línea fue creada como totalmente directa, es decir, no hacía ninguna parada intermedia. El tiempo de viaje no superaba los 30 minutos de duración y se emplearon trenes de la serie 3600, los cuales habían entrado en servicio en 2006.
El 5 de julio de 2010 FEVE hizo el primer cambio significativo en la línea. El servicio se prolongó desde la estación de Oviedo hasta la de Trubia, haciendo parada en todas las estaciones intermedias del este de Oviedo. Esto completaba el servicio de la línea F-7. Adicionalmente, la línea entre Gijón y Oviedo comenzó a hacer parada en algunas estaciones por las que pasaba: Noreña, El Berrón y Parque Principado. El tiempo de viaje no aumentó y se mantuvo en la media hora. La línea no adoptó ninguna denominación numerada como el resto de líneas de la red de Cercanías de FEVE, sino que simplemente se mencionaba como Cercanía Gijón - Oviedo - Trubia.
No fue hasta 2021 con una actualización de los identificadores de línea realizado por Renfe Cercanías AM (heredera de los servicios de pasajeros de FEVE), cuando la línea ha empezado a aparecer en diferentes publicaciones de la empresa como línea C-5a, aunque sigue sin aparecer señalizada en la cartelería de las estaciones, más allá de las tablas de horarios. Además los servicios directos se han recortado al trayecto Gijón - Oviedo, siendo necesario realizar un trasbordo a la línea C-7 para llegar hasta Trubia.

## Línea
Discurre por la línea del Ferrocarril de Langreo entre Gijón y El Berrón, efectuando parada en la estación de Noreña. En la estación de El Berrón, emplea el andén del ramal de conexión del Ferrocarril de Langreo y la línea Oviedo-Santander, por la que continúa hacia Oviedo efectuando paradas en las estaciones de Colloto y Parque Principado.

### Servicios y conexiones
El contrato de Obligación de Servicio Público entre el Ministerio de Fomento y Renfe de 2018 estableció un mínimo de 12 frecuencias diarias en días laborables entre Oviedo y Gijón, de las cuales 5 tenían que continuar a Trubia. No obstante, Renfe Cercanías AM no oferta actualmente servicios directos Gijón-Trubia, siendo necesario un trasbordo en la estación de Oviedo. La línea se opera únicamente de lunes a sábado. Al introducirse, se ofrecía el trayecto Oviedo-Gijón y viceversa con un tiempo de viaje de 29 minutos sin paradas pero ha aumentado ligeramente al incluirse ciertas paradas en el recorrido. En Gijón enlaza con la línea Gijón-Cudillero, además de la línea Gijón-Laviana con la que comparte recorrido hasta El Berrón. Ente El Berrón y Oviedo comparte su trazado con los servicios Oviedo-Infiesto y Oviedo-Santander.
En Gijón y Oviedo enlaza con la línea C-1 de Renfe Cercanías, que circula por la red de ancho ibérico. En Oviedo enlaza además con las líneas C-2 y C-3 de Renfe Cercanías y la línea C-7 de Renfe Cercanías AM.